# Route nationale 4 (Inde)
Pour les articles homonymes, voir Route nationale 4.
La route nationale 4 (en anglais : National Highway 4, sigle NH 4), une route nationale en Inde qui commence à Port Blair et se termine à Diglipur.

## Tracé
La route nationale 4 traverse l’État des Îles Andaman-et-Nicobar,
La route NH4 relie la capitale Port Blair à Diglipur en traversant les grandes villes de Ferrargunj, Baratang, Kadamtala, Rangat, Billy Ground, Nimbudera, Mayabunder et Diglipur.
La NH4 est aussi connue sous le nom de Andaman Trunk Road (la grande route nationale d'Andaman).

## Histoire
Un tronçon de la route nationale de Mumbai à Chennai était auparavant appelé NH 4 avant la renumérotation des routes nationales en 2010.
L'ancienne NH 4 est désormais renumérotée NH 48.